# Erica daphniflora
Erica daphniflora är en ljungväxtart som beskrevs av Richard Anthony Salisbury. Erica daphniflora ingår i släktet klockljungssläktet, och familjen ljungväxter.

## Underarter
Arten delas in i följande underarter:
- E. d. latisepala
- E. d. leipoldtii
- E. d. muscari
- E. d. pedicellata